# Célula mioepitelial
Las células mioepiteliales son un componente normal de los acinos y conductos de las glándulas exócrinas, donde se localizan entre las células epiteliales secretoras y la membrana basal.
La función de estas células mioepiteliales es múltiple: asisten la progresión de la  secreción mediante sus contracciones, sirven de barrera entre el tejido conjuntivo y el epitelio formando la membrana basal, tienen funciones de sostén y parácrinas de organización y polaridad.

## Anatomía
El término célula "mioepitelial" fue usado primero por Renault en 1897 en la glándula parótida, pero las células fueron descritas por Zimmermann en 1898.

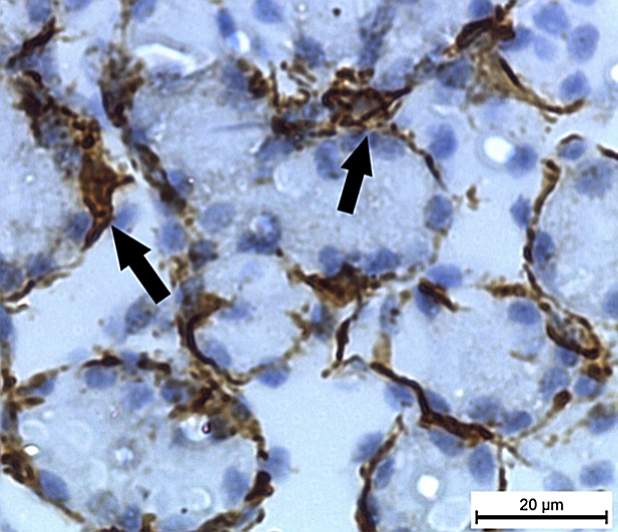
Mioepiteliales teñidas en marrón (flechas). Aspecto estrellado, con prolongaciones finas.

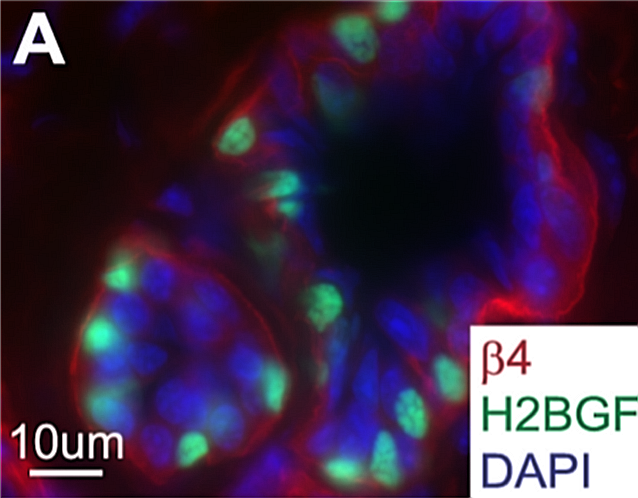
Mioepiteliales con sus núcleos teñidos en verde, por dentro de la membrana basal (teñida en rojo). Núcleos de células secretoras en azul. Inmunohistoquímica. Microscopía confocal.

Las células mioepiteliales se encuentran en el epitelio de las glándulas, como una capa delgada por encima de la membrana basal y por debajo de las células luminales.
Están presentes en las glándulas sudoríparas, glándulas salivales, glándulas mamarias y glándulas lacrimales.

### Microarquitectura

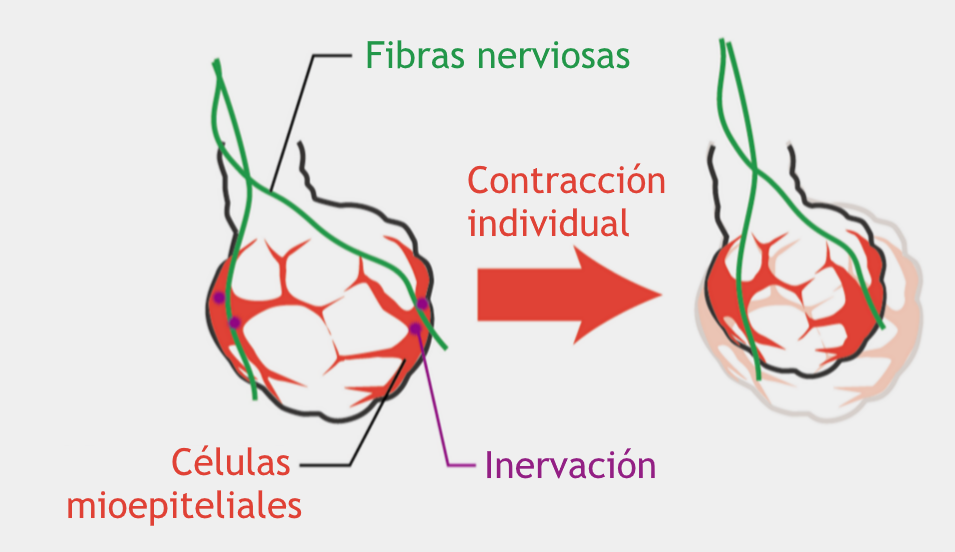
Mioepiteliales (en rojo) rodeando la periferia de un acino glandular.

Las células mioepiteliales son delgadas y en forma de huso, similares a las de músculo liso. Poseen un núcleo celular irregular y se encuentran adyacentes a la membrana basal.
Muestran un citoplasma de aspecto estrellado, con numerosas prolongaciones que se interdigitan con otras similares de células mioepiteliales adyacentes.

### Ultraestructura
Con microscopia electrónica las células mioepiteliales muestran entre cuatro y seis prolongaciones citoplasmáticas que se extienden sobre las células acinares que le dan un aspecto de estrella. Las prolongaciones tienen en su interior filamentos finos, orientados longitudinalmente y de 4–6 nm de grueso.
El cuerpo celular es pequeño y denso, presenta una red de citoesqueleto asociado con filamentos de 10 nm de diámetro.
Los orgánulos citoplasmáticos son perinucleares, y la membrana plasmática es paralela a la membrana basal de las células secretoras parenquimatosas.
Se observan vesículas micropicnóticas sobre la superficie opuesta a las células secretoras en contacto con la basal.
Las mioepiteliales muestran características tanto de músculo liso como de epitelio. Son conocidas por la presencia de proteínas de miofilamento que están relacionados con los del músculo liso, y filamentos intermedios que contienen citoqueratina relacionados con desmosomas lo que expresa la afinidad con el epitelio.

In vivo, las células mioepiteliales están adheridas a la membrana basal, mediante hemidesmosomas y a las células epiteliales luminales y a otras mioepiteliales  mediante desmosomas.
Las células mioepiteliales son la barrera entre las células epiteliales secretoras y el estroma circundante en el sistema de ductos de la glándula mamaria. Se han identificado y validado varios marcadores de inmunohistoquímica de la célula mioepitelial en tejido humano. Los patólogos los utilizan como herramientas de diagnóstico para distinguir el carcinoma in situ del cáncer de mama invasivo.

## Función

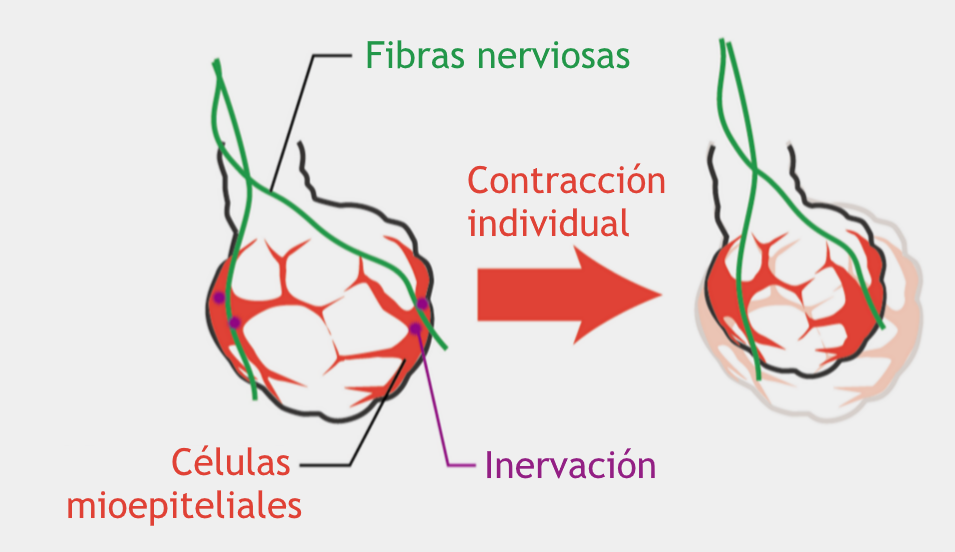
Mioepiteliales (en rojo) contrayéndose, alrededor de un acino glandular.

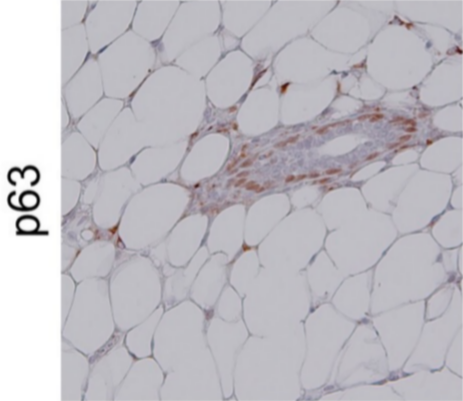
Mioepiteliales. Son visibles los núcleos de estas células (en marrón) que contiene la proteína p63. Ducto mamario.

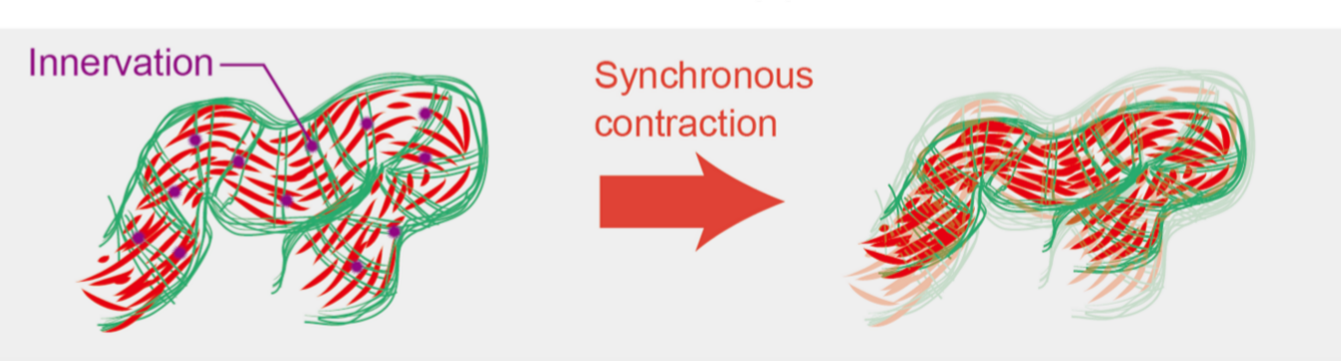
Mioepiteliales (en rojo) rodeando la periferia de un adenómero tubular.

Las células mioepiteliales, epiteliales en cuanto a su origen, aunque con la particularidad de que son capaces de contraerse a la manera de la fibra de músculo liso. Estas células mioepiteliales provocan la salida de la leche almacenada en los alvéolos y expulsada a través de los conductos galactóforos.
La función de estas células mioepiteliales es «ordeñar» la sección secretora, de modo que se contraen y producen acúmulo de esta porción secretora, lo cual provoca expulsión del producto de secreción.

## Recambio
Las células mioepiteliales, en cuanto a su origen son epiteliales  pero también son capaces de contraerse a la manera de la célula de músculo liso.
Las células madre mioepiteliales de ciclo lento, están normalmente inactivas pero pueden activarse y funcionar como una fuente alternativa de células en las glándulas.